# Telèfon d'emergències
Els números de telèfon d'emergències són nombres curts, fàcils d'aprendre, que comuniquen amb serveis d'assistència immediata que generalment treballen mitjançant entitats estatals. La tendència és unificar totes les urgències en un mateix número.2019
La Unió Europea establí amb una directiva que el nombre 112 fora el coordinador de totes les emergències dins del seu territori.